# 哈爾帕格
哈爾帕格（Harpagos 或 Hypargus；阿卡德語：Arbaku 或 Arbaces），是公元前6世紀，西亞古國米底亞的一位將軍。古希臘歷史學家希羅多德曾紀載，在帕薩爾加德之戰中，哈爾帕格背棄了米底亞，協助叛軍首領居魯士二世登上王位。

## 生平
根據希羅多德的《歷史》，哈爾帕格是米底亞王國的一位貴族。
那時傳出居魯士二世叛變，米底亞國王阿斯提阿格斯命令哈爾帕格率領軍隊迎戰。在帕薩爾加德平原戰鬥了３天後，哈爾帕格背叛了他的國王，轉而支持居魯士二世。這導致了米底亞的滅亡和波斯的建立。

## 傳說
希羅多德紀載，米底亞國王阿斯提阿格斯做了一個夢，夢見他的女兒芒達妮會生下一個兒子，這個人便是居魯士二世，他長大後將會成為新的國王。阿斯提阿格斯於是叫哈爾帕格在這個嬰兒出生時把他扔掉。但哈爾帕格不忍心這樣做，他將這嬰兒給了一個叫米特拉狄特斯的牧羊人 。
10年過後，阿斯提阿格斯得知居魯士二世并没有死。作為惩罸，他殺了哈爾帕格唯一的兒子，并在一個宴會上，叫眾臣吃了他。哈爾帕格面對如此情景，表現地異常冷漠，只是在事後收集兒子的遺體埋了。阿斯提阿格斯之後問術士關於居魯士二世的命運，術士的回答是：居魯士二世被發現時，正在和他的朋友玩山丘之王的遊戲，雖然是遊戲，但也算是一個國王，也就是實現了預言，所以他已不構成威脅。根據術士的建議，阿斯提阿格斯將居魯士二世送回給他的父母，即岡比西斯一世和芒達妮。
哈爾帕格忍耐着，暗中和居魯士二世保持聯絡，另外游說貴族共同對付阿斯提阿格斯。當貴族們準備好後，哈爾帕格將一條信息藏在野兔的肚中，告訴居魯士二世如果他叛變，那麼在戰場上两軍相遇時，己方將會倒戈支持他。

## 外部連結
- Livius on Harpagus
- The Chronicle of Nabonidus（页面存档备份，存于）
- The Histories of Herodotus（页面存档备份，存于）